# エスビャウ・スタディオン
エスビャウ・スタディオン（Esbjerg Stadion）は、デンマーク・南デンマーク地域エスビャウにあるサッカー専用スタジアム。エスビャウfBがホームスタジアムとして使用している。

## 概要
1955年竣工。1999年にはヨーロッパユースオリンピックフェスティバルが初開催された。
2004年の新スタンド建設と2008年のスタンド改修、スタジアム内外の整備と2段階の大規模な改修工事を経て、2009年8月9日、デンマーク・スーパーリーグのエスビャウfB対オーデンセBK戦で改修したスタジアムのこけら落しが開催された。2009年11月14日には韓国代表を招いてデンマーク代表の親善試合が行われた。

## ギャラリー

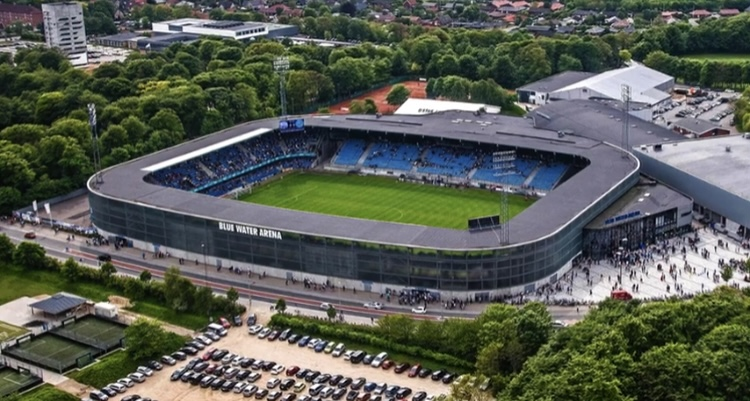
スタジアムの空撮
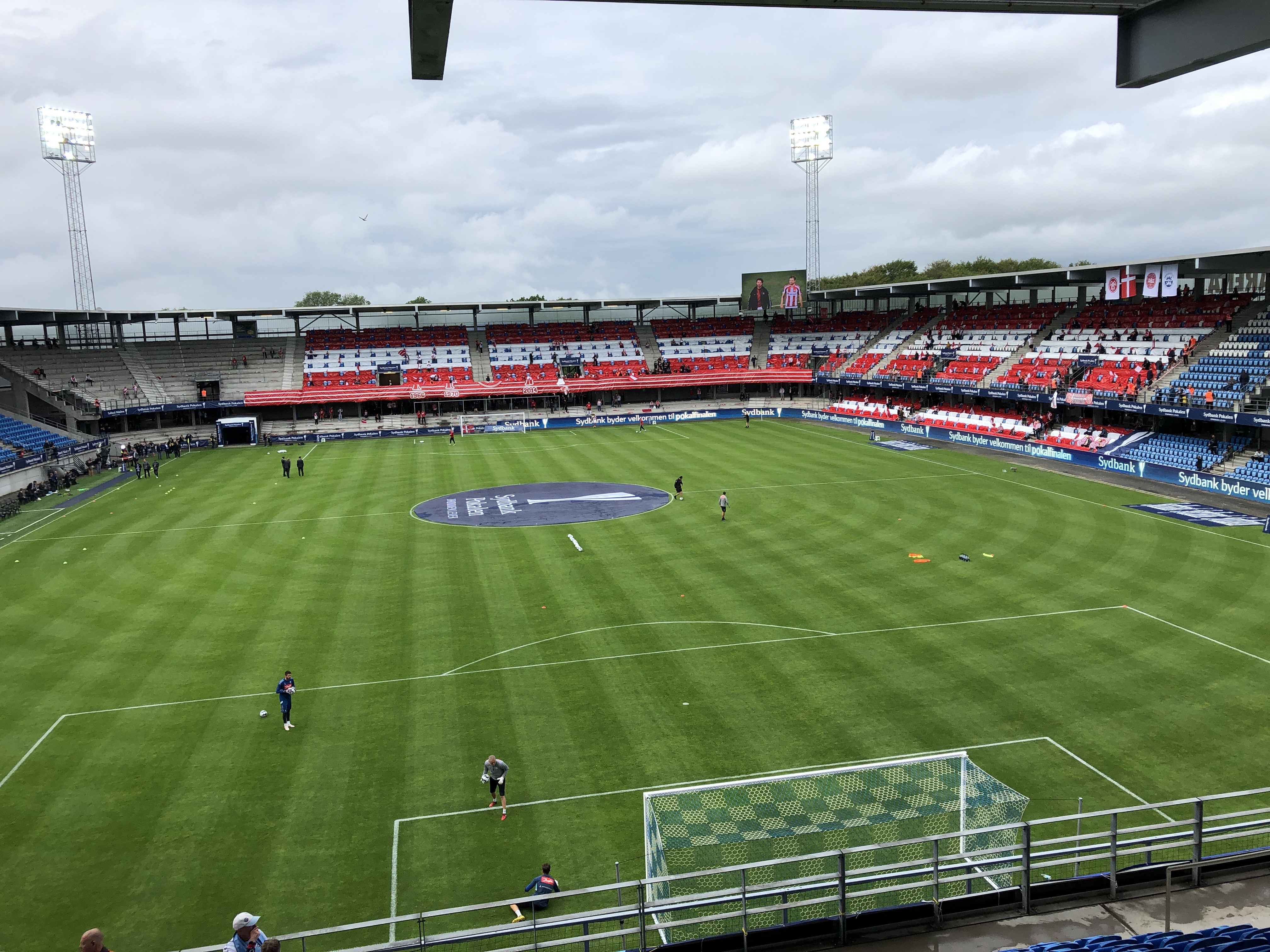
ピッチ1
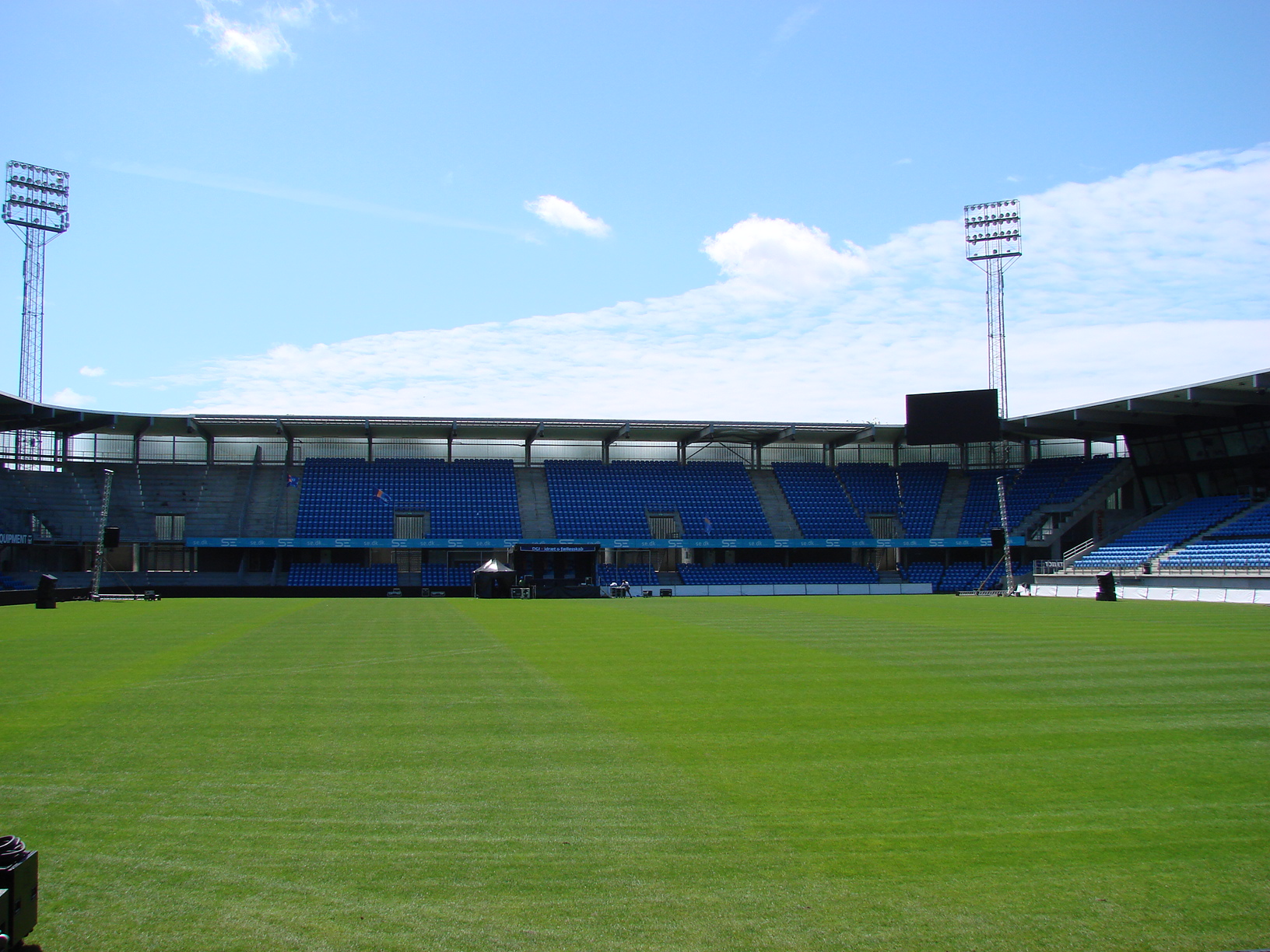
ピッチ2